# Dansk Teknologihistorisk Selskab
Dansk Teknologihistorisk Selskab er et dansk selskab der arbejder på at fremme det teknologihistoriske fag. Selskabet blev stiftet i 1992. 

## Formål
1. Selskabet har til formål at fremme teknologihistorisk forskning, undervisning og formidling i Danmark.
2. Selskabet skal virke for udveksling af viden mellem enkeltpersoner og institutioner, der arbejder med teknologihistoriske emner.

## Teknologihistorie
Teknologihistorie beskæftiger sig med at kortlægge og analysere den teknologiske udvikling og det komplekse samspil mellem teknologi, natur og kultur, herunder politik, økonomi, etik m.m. Teknologihistorie handler ikke blot om maskiner, produkter og systemer, men også om sociale processer, altså om mennesker, ideer, institutioner og andre faktorer bag den teknologiske udvikling.

## Aktiviteter
Den vigtigste aktivitet i selskabet i årets løb er årsmødet, der sædvanligvis afholdes skiftevis mellem øst- og vest-Danmark. Foruden et fagligt program, der typisk rummer foredrag og diskussion om nyere tendenser i teknologihistorien, består årsmødet også af ekskursioner til virksomheder og museer samt naturligvis socialt fællesskab. Selskabets generalforsamling afholdes i tilslutning til årsmødet. Selskabet driver desuden en hjemmeside, der foruden medlemsinformationer er midtpunkt for teknologihistorie i Danmark, bl.a. ved at linke til væsentlige nyheder i ind- og udland.

## Selskabets historie
Dansk Teknologihistorisk Selskab er i dag den største forening for teknologihistorie i Danmark. Selskabets historie går tilbage til 1991, hvor en kreds af historikere omkring Aarhus Universitet begyndte et samarbejde om teknologihistorie. Med afsæt i relevante innstitutioner og museer i Jylland førte det i 1992 til stiftelsen af selskabet under navnet Teknologihistorisk Selskab med lektor Henry Nielsen fra Aarhus Universitet som den første formand. Ved et møde i Viborg i 1995 omdannedes selskabet til et landsdækkende selskab og navnet ændredes til Dansk Teknologihistorisk Selskab. Lektor Marianne Rostgaard fra Aalborg Universitet var formand 1995-96, hvorefter museumsinspektør Hans Buhl, Steno Museet i Århus, tog over frem til 2005. Museumsleder fra Industrimuseet Frederiks Værk i Nordsjælland Frank Allan Rasmussen fungerede derefter som formand frem til 2012, hvor hvervet blev lagt i hænderne på lektor Michael Wagner fra Aalborg Universitet. Selskabet har i dag omkring 60 medlemmer fra hele landet.